# Neuenkirchen, Heidekreis
Neuenkirchen är en kommun och ort i Landkreis Heidekreis i förbundslandet Niedersachsen i Tyskland.